# تیرکن

### 
تیرکن، روستایی است از توابع بخش بابل‌کنار شهرستان بابل در استان مازندران ایران.

## جمعیت
این روستا در دهستان درازکلا قرار دارد و براساس سرشماری مرکز آمار ایران در سال ۱۳۸۵، جمعیت آن ۱۹۲ نفر (۵۶خانوار) بوده‌است.
یکی ازروستاهای معروف شهرستان بابل واقع در دل جنگل‌های بابلکنارمی باشد.
شغل مردم این روستا دامداری و کشاورزی وباغداراست.برنج ومرکبات ازمحصولات این روستا است مهم‌ترین محصول این روستا گوجه سیزاست .
شهرت این روستا به دلیل هفت ابشار کوچک ان است که هرساله مسافران زیادی رابه سمت این روستامی کشاند.
فاصله این روستا ازمرکزشهربابل 75کیلومتراست.